# Vampiro a Brooklyn
Vampiro a Brooklyn (Vampire in Brooklyn) è una commedia horror del 1995 del regista Wes Craven, con protagonista Eddie Murphy.
Eddie Murphy nel film è anche autore del soggetto, e recita oltre che nel ruolo del protagonista anche in quelli secondari di un predicatore alcolizzato e di un gangster italiano.

## Trama
Maximillian, ultimo rappresentante dei vampiri superstiti, giunge a Brooklyn, perché sa che esiste qui Rita Veder, unica donna-vampiro in circolazione. Maximillian - sbarcato in città su di una misteriosa nave con a bordo molti morti dissanguati - è un essere potente che può trasformarsi in ciò che vuole ed è deciso a trovarla. Rita esiste davvero e lavora al dipartimento di polizia della città, ignorando peraltro il singolare legame di sangue originario. Frattanto Warren Justice, un collega di costei che le fa una corte discreta, perché Rita è bella e vitalissima, incomincia ad indagare su quella nave. Lo smodato desiderio di Maximillian crea incontri pericolosi per la donna (che ne è affascinata) e per la coppia, mentre intanto vari uccisi vengono ritrovati dissanguati dalla inesorabile fame del vampiro che insidia gli umani; si trasforma in un farneticante pastore; appare e scompare in nuvole di fumo, sconvolgendo con il suo sguardo coloro che avvicina. Per il possesso di Rita, con l'aiuto di Julius, uno spirito che vaga intorno ai cadaveri, ogni mezzo e trucco viene escogitato, finché a lei pure non si allungano i denti canini e si manifesta la fame di sangue umano, unico alimento dopo il morso al collo delle vittime. Mentre Justice continua le sue indagini e tenta di proteggere la malcapitata, Maximillian impazza per la città. Ma alla resa dei conti questi muore, dopo che ha barbaramente ucciso la più cara amica di Rita, cedendo davanti all'energia di Justice.